# ضياء حبيب
ضياء حبيب مدرب كرة قدم عراقي سابق. يعتبر أول مدرب يشرف على منتخب العراق الوطني بعد انضمامه إلى الاتحاد الدولي الفيفا، وذلك في عام 1951، وهو من مؤسسي اللجنة الأولمبية العراقية واتحاد كرة القدم.
هو ضياء الدين بن حبيب افندي الخيالي من مواليد بغداد 1915 في محلة جديد حسن باشا المحلة التي ولد فيها مشاهير السياسيين والأدباء والرياضيين في العراق. درس في المدرسة المأمونية ثم في معهد اللياقة البدنية في بغداد، وبعد تخرجة عمل في دار المعلمين في النجف مُدرِّسًا لمادة الرياضة لحين سفرة للدراسة في إنكلترا.
تزوج مرتين، زوجته الأولى إنكليزية وله منها ولد وثلاثة بنات ويقيمون في إنكلترا، زوجته الثانية عراقية ولة منها ابنتان ويقيمون في العراق، ومن بناته القاصّة والشاعرة المعروفة بان ضياء حبيب الخيالي.

## سيرته الأكاديمية
درس الرياضة في إنكلترا وتخصص بالشؤون الإدارية من عام 1938-1942، بقى في إنكلترا حتى عام 1945 بانتهاء الحرب العالمية الثانية. خلال ذلك مارس هناك ألعاب كرة القدم مع أحد الفرق وألعاب الساحة والميدان وألعاب القوى والرماية. ودخل دورات في التدريب كرة القدم ورياضة المبارزة.
وفي نهاية عام 1945 سافر إلى الولايات المتحدة، التحق هناك بدورات دراسية باللياقة البدنية والطب الرياضي والمصارعة وحصل على الماجستير من إحدى الجامعات الأمريكية، ليعود بعدها إلى العراق عام 1947. عمل أستاذاً بكلية التربية الرياضية في جامعة بغداد حتى عام 1967.

## سيرته التدريبية

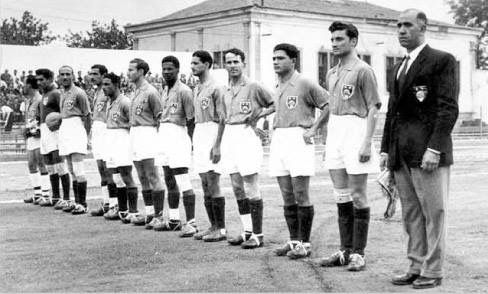
المنتخب العراقي لكرة القدم 1951
من اليمين:
ضياء حبيب، بيرسي لاينسديل، كريم علاوي، ناصر يوسف، شاكر إسماعيل، صالح فرج، سعيد يشوع مراد، حمة بشكة، جميل عباس، توما عبد الأحد، عادل كامل، ودود خليل جمعة

يعتبر ضياء حبيب أول مدرب يقود منتخب العراق الوطني في مشاركة خارجية...! فبعد نيل العراق لعضوية الفيفا في 23/7/1950 كالعضو ال (59)... تقرر تشكيل منتخب العراق ليقوم باول معسكر تدريبي خارجي في تركيا، بعد نيل الاعتراف الدولي... وذلك في شهر ايار مايو من عام 1951... واختير ضياء حبيب مدربا للفريق العراقي.وهو أول من ادخل خطة اللعب 5-3-2.

## المعسكر التدريبي في تركيا
اختار ضياء حبيب (16) لاعبا لتشكيلة المنتخب العراقي لمعسكر تركيا... ومثل لاعبو فريقي القوة الجوية والحرس الملكي وهما قطبا الكرة العراقية في ذلك الوقت العمود الفقري للفريق.... واللاعبون الذين وقع عليهم الاختيار هم: عادل كامل وتوما عبد الأحد وناصر يوسف وغازي عبد الله (القوة الجوية).. وودود خليل جمعة وجميل عباس ولطفي عبد القادر وحمة بشكة وخزعل رحيم (الحرس الملكي)... وسعيد يشوع مراد وكريم علاوي وبيرسي لاينسديل (الميناء).. وصالح فرج (الكلية العسكرية) وشاكر إسماعيل (شركة نفط البصرة).. آرام كرم (سي سي).. وحامد جابر ! استعدادا لتلك المشاركة خاض المنتخب مباراة ودية مع منتخب البصرة انتهت بالتعادل بهدف واحد... وقد ضم المنتخب بعد ذلك لاعبين من الفريق البصري هما شاكر إسماعيل وكريم علاوي ! في تركيا لعب منتخب العراق مباراتين... الأولى كانت ضد منتخب ازمير (أو تركيا ب) وانتهت بفوز الفريق التركي 7-صفر....
مثل منتخب العراق: عادل كامل (خزعل رحيم) لحراسة المرمى...توما عبد الأحد وجميل عباس للدفاع...حمة بشكة (غازي عبد الله) وسعيد مراد وودود خليل جمعة (الكابتن) للوسط... صالح فرج وشاكر إسماعيل وكريم علاوي وبيرسي لانسديل وناصر جكو للهجوم... ! جرت المباراة بتاريخ 6/5/1951 في مدينة ازمير التركية ولو ان الصحف والوثائق المحلية العراقية توثق تاريخ المباراة ب (2/5/51). !
بعد ستة أيام خاض منتخب العراق المباراة الثانية... والتي جرت ضد منتخب انقرة... شهدت التشكيلة عدة تغييرات منها دعم الدفاع بلطفي عبد القادر والدفع بجميل عباس (جمولي) إلى منطقة الوسط.. وكذلك الاستغناء عن لاعبي منتخب البصرة كريم علاوي وشاكر إسماعيل ليحل حامد جابر والمهاجم المتالق آرام كرم بدلا عنهم... ونتيجة لذلك فقد ظهر الفريق العراقي بصورة مغايرة وووقف ندا لمنتخب انقرة وخسر امامه 5-7... سجل اهداف العراق آرام كرم الذي احرز أول هاتريك عراقي... وصالح فرج وناصر جكو.

## سيرته الادارية
إلى جانب عمله مدربا للمنتخب الوطني العراقي في عام 1951، فقد كان له نشاط إداري أيضا.
- نائب رئيس اتحاد المصارعة العراقي.ورئيس أول وفد عراقي بالمصارعة، للمشاركة في البطولة الآسيوية في تايلند.
- عضو أول لجنة أولمبية عراقية سنة 1947 التي لم تستمر لعدم نيل الاعتراف الدولي.
- عضو اللجنة الأولمبية العراقية سنة 1948 التي تم الاعتراف بها دوليا.واستمرة عمل هذة اللجنة عشرة سنوات.
- أحد أعضاء الوفد العراقي المشارك في أولمبيات لندن اواخر عام 1948. وهي أول مشاركة أولمبية للعراق.
- حيث أصبح عضوا في أول اتحاد عراقي لكرة القدم بعد الانتخابات التي اجريت في 8/10/1948 والتي اعبيد الله المضايفي كاول رنتخب بموجبها ئيس لاتحاد الكرة.
- وفي 27/10/1949 تم إجراء انتخابات الدورة الثانية للاتحاد والتي حافظ فيها ضياء حبيب على موقعه في الاتحاد بنيله منصب محاسب الاتحاد الذي صار يراسه اكرم فهمي.
- ممثل اليونسكو (UNESCO) في ليبيا من عام 1953-1955 ومحاضر في جامعة طرابلس.

## ضياء حبيب وجمولي
ضياء حبيب هو المكتشف لجمال عباس (جمولي) عام 1947، بعد مشاهدته بالصدفة يلعب بالساحة الجانبية (الترابية) لملعب الكشافة، وساعده على إدخاله في نادي الحرس الملكي وذللك بعد تعريف المدرب الإنكليزي رينر بهذا اللاعب. وفي عام 1951 أصر ضياء حبيب بصفتة مدرب المنتخب الوطني بإضافة جمولي إلى قامة المنتخب المغادر إلى المعسكر التدريبي في تركيا، رغم المعارضة الشديدة من قبل زملاءة بالاتحاد. وهكذا كانت شهرة جمولي مع المنتخب قبل شهرته مع الحرس الملكي.